# Бубрежна кора
Бубрежна кора јесте спољашњи део бубрега између бубрежне капсуле и бубрежне сржи или медули. Код одрасле особе формира непрекидну глатку спољашњу зону са низом избочина (кортикалних стубова) који се протежу надоле између бубрежних пирамида. Бубрежна кора садржи бубрежна телешца и бубрежне тубуле осим делова Хенлеове петље који се спуштају у бубрежну срж. Бубрежна кора садржи крвне судове и кортикалне сабирне канале.
Бубрежна кора је део бубрега у којој се обавља ултрафилтрација крви,  и продукује еритропоетин.

## Анатомија
Бубрежна кора је спољашњи слој бубрега,  дубоко до фиброзне капсуле и окружује унутрашњи медуларни слој или срж бубрега. Продужеци коре бубрега, бубрежни стубови, пројектују се у бубрежну срж и деле је на сегменте троугластог облика који се називају бубрежне пирамиде. Заједно, бубрежна кора и бубрежне пирамиде чине бубрежни паренхим, функционални део бубрега.
У кори се налазе гломерули свих бубрежних нефрона, заједно са проксималним и дисталним увијеним тубулима. Сабирни канали се такође протежу од коре у срж према бубрежним папилама, суженим крајевима бубрежних пирамида у бубрежној сржи.
Кора бубрега је високо васкуларизована. Лучне артерије путују дуж база бубрежних пирамида на кортикомедуларној граници и стварају кортикалне зрачне (интерлобуларне) артерије које пролазе кроз кору. Они стварају аферентне артериоле које доводе крв у гломеруле ради филтрације. Филтрирана крв одлази преко еферентних артериола које стварају перитубуларне капиларе у кори и vasa recta у сржи. Кортикалне перитубуларни капилари се затим поново уједињују и формирају перитубуларне венуле, а затим кортикалне зрачеће вене, пре него што се дренирају у лучне вене на кортикомедуларном споју.

## Галерија
- Бубрежна кора
- Бубрег
- Бубрежна кора
- Microscopic cross section of the renal cortex
- CD10 immunohistochemical staining of normal kidney. CD10 stains the proximal convoluted tubules and glomeruli.